# Габен, Жан
Жан Габе́н (фр. Jean Gabin, настоящее имя Жан Алекси́с Монкорже, фр. Jean-Alexis Moncorgé; 17 мая 1904, IX округ Парижа, Франция — 15 ноября 1976, Нёйи-сюр-Сен, О-де-Сен, Франция) — французский актёр театра и кино. Двукратный лауреат премий Венецианского и Берлинского кинофестивалей, премии «Сезар». Офицер Ордена Почётного легиона.

## Биография
Жан Габен родился в Париже в семье артистов кабаре Фердинанда Монкоржa и Элен Пети. Своё детство он провёл в городке Мерьель в 35 км к северу от Парижа. Какое-то время он работал разнорабочим, но в возрасте 19 лет начал карьеру в шоу-бизнесе, сыграв небольшую роль в одной из постановок «Фоли-Бержер». После этого он продолжал играть маленькие роли, пока не ушёл в армию.
После завершения военной службы вернулся в шоу-бизнес, где уже под своим артистическим псевдонимом «Жан Габен» играл в любых ролях, которые ему предлагали в парижских мюзик-холлах и опереттах. Часто в своих выступлениях, следуя тогдашней моде, Габен имитировал голос и стиль пения Мориса Шевалье. Затем он вошёл в состав театральной труппы, которая совершила турне по Южной Америке. После возвращения во Францию он устроился работать в Мулен Руж. Талант Габена был замечен, и ему предложили более значимые роли в театре, а в 1928 году — роли в двух немых фильмах.
Чуть раньше, в 1925 году, он женился в первый раз, на Габи Бассе, а через пять лет, в 1930 году, они расстались; в том же 1930 году Габен перешёл в звуковое кино, сыграв роль в фильме студии «Пате» «Chacun sa Chance». Играя второстепенные роли, Габен за последующие четыре года, сыграл в более чем дюжине фильмов, работая с такими режиссёрами, как Морис и Жак Турнёр. Признание к нему пришло в 1934 году благодаря роли в фильме режиссёра Жюльена Дювивье «Мария Шапделен» («Maria Chapdelaine»). Фильм удостоился премии «Гран-при французского кино», учреждённой в том же году самим родоначальником кинематографа Луи Люмьером, а также получил «специальную рекомендацию» на 3-м Венецианском фестивале в 1935.
В 1936 году Габен стал одной из главных звёзд французского кинематографа после того, как снялся в ещё одном фильме Жюльена Дювивье, военной драме «La Bandera», где он сыграл роль романтического героя. Всемирная слава пришла к Габену в следующем году после того, как он сыграл роли в двух фильмах, которые имели огромный успех и стали лидерами проката 1937 года во всём мире, наряду с мультфильмом «Белоснежка и семь гномов», который вышел в прокат в том же году. Одним из них был фильм Жюльена Дювивье «Пепе ле Моко», а другим — антивоенный фильм Жана Ренуара «Великая иллюзия», имевший большой успех в прокате и не сходивший с экранов нью-йоркских кинотеатров целых шесть месяцев.
После этого к Габену поступило огромное количество приглашений сниматься в различных фильмах в Голливуде, которые он отклонил. После того, как началась Вторая мировая война, Габен вслед за Жаном Ренуаром и Жюльеном Дювивье переехал в США. Там он в 1939 году развёлся со своей второй женой, Сюзанн Маргерит Жанной Мошен, от которой у него было двое детей за шесть лет совместной жизни, и начал бурный роман с актрисой Марлен Дитрих. Фильмы, в которых он снялся за период своего пребывания в Голливуде, не пользовались успехом.
Обладая тяжёлым характером, он нанёс серьёзный вред своей карьере в Голливуде, работая для студии «RKO Pictures». Например, незадолго перед началом съёмок нового фильма, в котором он должен был играть главную роль, Габен потребовал, чтобы Дитрих также дали одну из главных ролей, на что студия ответила отказом. После того, как Габен стал настаивать на своём требовании, студия его уволила и отказалась от идеи создания фильма.
После этого Жан Габен присоединился к движению за освобождение Франции генерала Шарля де Голля «Сражающаяся Франция». Во флоте он служит до конца войны, в его боевые задания входило сопровождение союзнических транспортов в северные порты СССР. За доблесть, проявленную в сражениях в Северной Африке, Габен был награждён Военной медалью и Военным крестом 1939—1945. После Нормандской операции Габен участвовал в освобождении Парижа. Журналисты засняли сцену, в которой Марлен Дитрих нетерпеливо ждёт в толпе и при появлении Габена, въезжающего на танке в Париж, бросается к нему.
В 1946 году французский режиссёр Марсель Карне пригласил Жана сняться в фильме «Врата ночи», но потом из-за возникшего конфликта его уволил. Вскоре Габен нашёл французского продюсера и режиссёра, который согласился создать фильм, в котором Габен снимался бы вместе с Марлен Дитрих. Появившийся в результате «Martin Roumagnac» не имел успеха в прокате, а отношения Габена с Дитрих скоро прекратились. В 1947 году после очередного фильма, не имевшего успеха, Габен вернулся в театр, но и там потерпел неудачу — постановка обернулась финансовым провалом. Несмотря на это, Габена пригласили сняться в главной роли в фильме Рене Клемана «У стен Малапаги», который в 1949 году получил премию «Оскар» в категории «Лучший фильм на иностранном языке», но, несмотря на это, не имел успеха у публики. В последующие пять лет Габен снялся ещё в ряде фильмов, не имевших успеха в прокате.

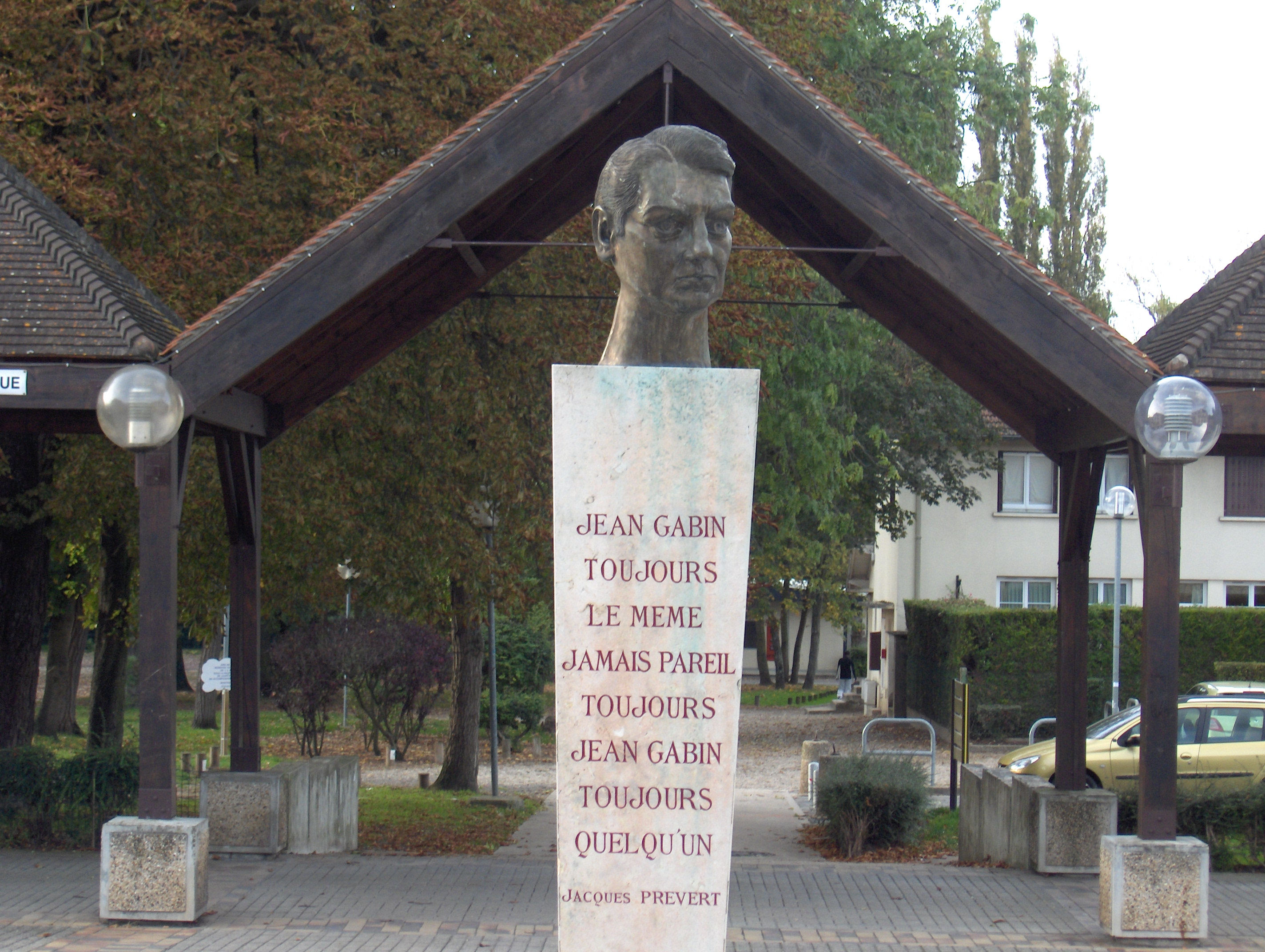
Бюст Габена в г. Мериэль, на его малой родине

Казалось, что карьера Габена окончена. Однако он ещё раз вернулся к былой славе в 1954 году в фильме Жака Беккера «Не тронь добычу». Его игра в этом фильме заслужила многочисленные похвалы кинокритиков, и сам фильм пользовался огромным успехом в прокате. За последующие 20 лет Габен снялся примерно в 50 фильмах, многие из которых были сделаны для «Gafer Films» — кинокомпании, которую он создал вместе со своим коллегой, актёром Фернанделем.
От брака с Доминик Фурнье, с которой они поженились в 1949 году, у Габена было трое детей: дочери Флоранс и Валери и сын Матиас. Интересно, что Габен не хотел, чтобы его дочь Флоранс стала актрисой, и всячески препятствовал ей в этом. А когда она вышла замуж за жокея против его желания, он не пошёл на её свадьбу, послав вместо себя своего друга и коллегу Лино Вентуру.
Жан Габен умер 15 ноября 1976 года от сердечного приступа в возрасте 72 лет в пригороде Парижа Нёйи-сюр-Сен. Его тело было кремировано, а пепел развеян в море с борта военного корабля «Détroyat» со всеми военными почестями.

## Признание и награды
Жан Габен считается одной из величайших звёзд французского кинематографа. Он был награждён Орденом Почётного легиона (1960), а в его родном городке Мерьель был открыт музей Жана Габена. В 1981 году Луи де-Фюнес учредил Приз Жана Габена, вручаемый начинающим французским киноактёрам.

## Избранная фильмография
| Год  |   | Русское название                                                  | Оригинальное название                 | Роль                                    |
| ---- | - | ----------------------------------------------------------------- | ------------------------------------- | --------------------------------------- |
| 1930 | ф | Мефисто                                                           | Méphisto                              | Жак Мираль                              |
| 1931 | ф | Всё это не стоит любви                                            | Tout ça ne vaut pas l'amour           | Жан Кордье                              |
| 1931 | ф | Глория                                                            | Gloria                                | Роберт Нурри                            |
| 1931 | ф | На один вечер                                                     | Pour un soir..!                       | Жан                                     |
| 1931 | ф | Парижское развлечение                                             | Paris-Beguin                          | Боб                                     |
| 1931 | ф | Сердце Сирени                                                     | Coeur de lilas                        | Мартуш                                  |
| 1932 | ф | Весёлые сердца                                                    | Coeurs joyeux                         | Шарль                                   |
| 1932 | ф | Забавы эскадрона                                                  | Les gaîtés de l'escadron              | Фрико                                   |
| 1932 | ф | Толпа ревёт                                                       | La Foule hurle                        | Джо Грир                                |
| 1932 | ф | Красавица морячка                                                 | La belle marinière                    | капитан                                 |
| 1933 | ф | Звезда Валенсии                                                   | L'Étoile de Valencia                  | Педро Саведра                           |
| 1933 | ф | Сверху вниз                                                       | From Top to Bottom                    | Шарль Буйа                              |
| 1933 | ф | Туннель                                                           | Le Tunnel                             | Мак Аллан                               |
| 1934 | ф | Зузу                                                              | Zou Zou                               | Жан                                     |
| 1934 | ф | Мария Шапделен                                                    | Maria Chapdelaine                     | Франсуа Парадиз                         |
| 1934 | ф | Прощайте, счастливые денёчки                                      | Adieu les beaux jours                 | Пьер Лавернэ                            |
| 1935 | ф | Батальон иностранного легиона                                     | La Bandera                            | Пьер Жильет                             |
| 1935 | ф | Варьете                                                           | Variétés                              | Жорж                                    |
| 1935 | ф | Голгофа                                                           | Golgotha                              | Понтий Пилат                            |
| 1936 | ф | Славная компания                                                  | La belle équipe                       | Жан                                     |
| 1936 | ф | Пепе ле Моко                                                      | Pépé le Moko                          | Пепе ле Моко                            |
| 1936 | ф | На дне                                                            | Les bas-fonds                         | Васька Пепел                            |
| 1937 | ф | Великая иллюзия                                                   | La Grande Illusion                    | лейтенант Марешаль                      |
| 1937 | ф | Сердцеед                                                          | Gueule d'amour                        | Люсьен Бурраш                           |
| 1938 | ф | Человек-зверь                                                     | La bête humaine                       | Жак Лантье                              |
| 1938 | ф | Набережная туманов                                                | Le Quai des brumes                    | Жан                                     |
| 1939 | ф | День начинается                                                   | Le Jour Se Lève                       | Франсуа                                 |
| 1939 | ф | Коралловый риф                                                    | Le Récif de corail                    | Тротт Леннард                           |
| 1940 | ф | Буксиры                                                           | Remorques                             | капитан Андрэ Лоран                     |
| 1942 | ф | Полнолуние                                                        | Moontide                              | Бобо                                    |
| 1944 | ф | Самозванец                                                        | The Imposter                          | Клемент / Морис Лафарж                  |
| 1946 | ф | Мартен Руманьяк                                                   | Martine Roumagniaque                  | Мартен Руманьяк                         |
| 1947 | ф | Зеркало                                                           | Miroir                                | Пьер Люссак                             |
| 1949 | ф | У стен Малапаги                                                   | Au-delà des grilles                   | Пьер Арриньон                           |
| 1950 | ф | Мария из порта                                                    | La Marie du port                      | Анри Шателар                            |
| 1950 | ф | Легче верблюду пройти сквозь игольное ушко...                     | È più facile che un cammello…         | Карло Баччи                             |
| 1951 | ф | Ночь — моё царство                                                | La nuit est mon royaume               | Раймон Пинсар                           |
| 1951 | ф | Виктор                                                            | Victor                                | Виктор Мессеран                         |
| 1952 | ф | Наслаждение                                                       | Le Plaisir                            | Жозеф Риве (новелла "Заведение Теллье") |
| 1952 | ф | Правда о малютке Донж                                             | La Vérité sur Bébé Donge              | Франсуа Донж                            |
| 1954 | ф | Французский канкан                                                | French Cancan                         | Анри Данглар                            |
| 1954 | ф | Не тронь добычу                                                   | Touchez Pas Au Grisbi                 | Макс                                    |
| 1955 | ф | Бензоколонка                                                      | Gas-oil                               | Жан Шапэ                                |
| 1955 | ф | Наполеон: путь к вершине                                          | Napoleon                              | маршал Ланн                             |
| 1955 | ф | Облава на торговцев наркотиками                                   | Razzia sur la chouff                  | Анри Ферре                              |
| 1955 | ф | Бродячие собаки без ошейников                                     | Chiens perdus sans collier            | судья Жюльен Лэми                       |
| 1955 | ф | Порт желаний                                                      | Le Port du désir                      | капитан Лекевик                         |
| 1956 | ф | Через Париж                                                       | La Traversée De Paris                 | Гранжиль                                |
| 1956 | ф | Преступление и наказание                                          | Crime et Châtiment                    | комиссар Галлет                         |
| 1956 | ф | Кровь в голову                                                    | Le Sang à la tête                     | Франсуа Кардино                         |
| 1956 | ф | Время убийц                                                       | Voici le temps des assassins…         | Андре Шатлен                            |
| 1957 | ф | Включён красный цвет                                              | Le rouge est mis                      | Луи Бертран / Луи блондин               |
| 1957 | ф | Случай с доктором Лораном                                         | The Case of Dr. Laurent               | доктор Лоран                            |
| 1958 | ф | Беспорядок и ночь                                                 | Le désordre et la nuit                | инспектор Жорж Валуа                    |
| 1958 | ф | Мегрэ расставляет силки                                           | Maigret tend un piège                 | дивизионный комиссар Жюль Мегрэ         |
| 1958 | ф | В случае несчастья                                                | En cas de malheur                     | адвокат Андрэ Гобийо                    |
| 1958 | ф | Отверженные                                                       | Les Miserables                        | Жан Вальжан / Шампматью                 |
| 1958 | ф | Сильные мира сего                                                 | Les Grandes familles                  | Ноэль Шудлер                            |
| 1959 | ф | Архимед-бродяга                                                   | Archimède, le clochard                | Жозеф Хьюго Гильом                      |
| 1959 | ф | Мегрэ и дело Сен-Фиакр                                            | Maigret et l’affaire Saint-Fiacre     | Комиссар Мегрэ                          |
| 1959 | ф | Улица Прэри                                                       | Rue des prairies                      | Анри Нэве                               |
| 1960 | ф | Старая гвардия                                                    | Vieux Guarde                          | Жан-Мари Пежа                           |
| 1960 | ф | Барон де Л’Эклюз                                                  | Le Baron de l'écluse                  | барон Джером Наполеон Антуан            |
| 1961 | ф | Президент                                                         | Le Président                          | Эмиль Бофор                             |
| 1961 | ф | Король фальшивомонетчиков (Месть простофиль)                      | Le Cave se rebiffe                    | Фердинан Марешаль                       |
| 1962 | ф | Джентльмен из Эпсома                                              | Le Gentleman d’Epsom                  | Ричард Брайэнд-Чармери                  |
| 1962 | ф | Обезьяна зимой                                                    | Un singe en hiver                     | Альбер Кантен                           |
| 1963 | ф | Мелодия из подвала                                                | Mélodie en sous-sol                   | Шарль                                   |
| 1963 | ф | Мегрэ и гангстеры                                                 | Maigret voit rouge                    | комиссар Мегрэ                          |
| 1964 | ф | Месье                                                             | Monsieur                              | Месье                                   |
| 1964 | ф | Трудный возраст                                                   | L'Âge ingrat                          | Эмиль                                   |
| 1965 | ф | Гром небесный                                                     | Le Tonnerre de Dieu                   | Леандр Брассак                          |
| 1966 | ф | Потасовка в Панаме                                                | Du Rififi A Paname                    | Поло Бриллиант, гангстер                |
| 1966 | ф | Разборки в Париже                                                 | Rififi in Paris                       | Поло                                    |
| 1966 | ф | Садовник из Аржантей                                              | Le jardinier d'Argenteuil             | Мартен "Тюльпан", садовник              |
| 1967 | ф | Солнце бродяг (в советском прокате — «Вы не всё сказали, Ферран») | Soleil des voyous, Le                 | Фарран                                  |
| 1968 | ф | Босс                                                              | Le Pacha                              | комиссар Луи Жосс                       |
| 1968 | ф | Татуированный                                                     | Le Tatoué                             | Легран                                  |
| 1968 | ф | Под знаком быка                                                   | Sous le signe du taureau              | Альберт Рейнал                          |
| 1969 | ф | Сицилийский клан                                                  | Le Clan des Siciliens                 | Витторио Маналезе                       |
| 1970 | ф | Героин (в советском прокате — «Тайна фермы Мессе»)                | La Horse                              | Огюст Маруйё                            |
| 1971 | ф | Кот                                                               | Le Chat                               | Жюльен Буэн                             |
| 1971 | ф | Чёрный флаг реет над котелком                                     | Le drapeau noir flotte sur la marmite | Виктор Плюба                            |
| 1972 | ф | Убийца                                                            | Le Tueur                              | комиссар Ле Гуен                        |
| 1973 | ф | Двое в городе                                                     | Deux Hommes Dans La Ville             | Жермен Казнёв                           |
| 1973 | ф | Дело Доминичи                                                     | L'Affaire Dominici                    | Гастон Доминичи                         |
| 1974 | ф | Приговор                                                          | Verdict                               | Леген                                   |
| 1976 | ф | Святой год                                                        | L'annee sainte                        | Макс Ламбер                             |

## Награды и премии
- 1951 — Премия Вольпи Венецианского кинофестиваля за лучшую мужскую роль (картина «Ночь — моё царство»)
- 1954 — Премия Вольпи Венецианского кинофестиваля за лучшую мужскую роль (фильмы «Не тронь добычу» и «Воздух Парижа»)
- 1959 — «Серебряный медведь» Берлинского кинофестиваля за лучшую мужскую роль (фильм «Архимед-бродяга»)
- 1960 — Кавалер ордена Почётного легиона
- 1971 — «Серебряный медведь» Берлинского кинофестиваля за роль в фильме «Кот»
- 1976 — Офицер ордена Почётного легиона
- 1976 — Офицер ордена «За заслуги»
- 1987 — премия «Сезар» за вклад в кинематограф (посмертно)

## Документальные фильмы
- 2017 — Француз по фамилии Габен / Un Français nommé Gabin (реж. Ив Жёлан / Yves Jeuland)